# Abacomorphus
Abacomorphus is een geslacht van kevers uit de familie van de loopkevers (Carabidae). De wetenschappelijke naam van het geslacht is voor het eerst geldig gepubliceerd in 1878 door Chaudoir.

## Soorten
Het geslacht Abacomorphus omvat de volgende soorten:
- Abacomorphus asperulus Fauvel, 1882
- Abacomorphus caledonicus (Montrouzier, 1860)